# Dungannon Rugby Football Club
Dungannon RFC est un club de rugby irlandais basé dans la ville de Dungannon, en Irlande du Nord qui évolue dans le championnat irlandais de première division.
Le club est affilié à la fédération de l’Ulster et ses joueurs peuvent être sélectionnés pour l’équipe représentative de la région, Ulster Rugby.

## Histoire
Dungannon prend vraiment son essor après l’indépendance irlandaise en 1922 quand il décide d’engager des équipes dans les championnats régionaux. Cette date est d’ailleurs parfois retenue pour la fondation du club. Il est accepté comme club majeur en 1952 et remporte son premier grand titre, la Coupe d’Ulster en 1963. Il devient l’un des plus grands clubs de la région, remportant 12 fois la coupe 
Depuis l’instauration d’un championnat national en 1990, le club n’a passé que deux saisons en D2 (de 1993 à 1995).
Le rugby néo-zélandais doit un peu de son histoire au club de Dungannon. Le 5e comte de Ranfurly fut en effet président de Dungannon RFC pendant 24 ans avant de devenir gouverneur de Nouvelle-Zélande entre 1897 et 1904. C'est lui qui donna son nom au plus prestigieux trophée de compétition de club de Nouvelle-Zélande, le Ranfurly Shield.
À l'époque contemporaine, Dungannon a pris un essor remarquable dans les années 90. Promu en D1 en 1999, le club a culminé avec le titre national triomphal de 2001 (victoire en finale contre Cork Constitution 46-12).

## Palmarès
- Championnat d'Irlande (1) : 2001
- Championnat d'Irlande Deuxième Division : 1999
- Championnat d’Ulster (Ulster Senior League (13) : 1961, 1964, 1968, 1991, 2006

- Coupe d’Ulster (Ulster Senior Cup) (9) : 1964, 1968, 1976, 1993, 1994, 1995, 1998, 2002, 2007
  - Finaliste (6) : 1901, 1967, 1969, 2000, 2001, 2003

## Joueurs célèbres
Plusieurs joueurs de Dungannon ont porté le maillot de l’équipe d’Irlande et/ou des Lions britanniques.
- Willie Anderson
- Jonathan Bell
- Jeremy Davidson
- Justin Fitzpatrick
- David Humphreys
- Paddy Johns
- Jim McCoy
- Matthew McCullough

 Lions britanniques et irlandais